# تحلل كيميائي
التحلل الكيميائي هو فصل مركب كيميائي إلى عناصر أو مركبات أبسط. كما انها تعرف أحيانا بأنها العكس تماما من التوليف أو التكوين الكيميائي. تحلل المواد الكيميائية غالبا ما يكون تفاعل كيميائي غير مرغوب فيه. استقرار المركب الكيميائي عادة ما يتم في نهاية المطاف، ويكون محدود عند تعرضه للظروف البيئية القاسية مثل الحرارة، الإشعاع، الرطوبة الحموضة أو من المذيبات.